# Горы Эхо
Горы Эхо (лат. Echus Montes) — группа гор на Марсе. Протяжённость основания оценивается в почти 400 км. Находится к северо-востоку от нагорья Фарсида (координаты центра — 7°49′ с. ш. 282°03′ в. д. / 7,81° с. ш. 282,05° в. д.).
Названы по имени близлежащей детали альбедо Озеро Эхо (лат. Echus Lacus), которая, в свою очередь, получила название в честь ореады (горной нимфы) Эхо. Это название было утверждено Международным астрономическим союзом в 1985 году.
Находятся в болоте Эхо (Echus Palus) — низине, которая южнее переходит в каньон Эхо (Echus Chasma). К северо-востоку от гор, на краю этой низины, расположен хаос Эхо.